# Cetineïta
La cetineïta és un mineral de la classe dels sulfurs. Anomenada així per la seva localitat tipus, a la mina Cetine, 20 km al sud oest de Siena, Toscana, Itàlia.

## Classificació
La cetineïta es troba classificada en el grup 2.MA.05 segons la classificació de Nickel-Strunz (2 per a Sulfurs i sulfosals (sulfurs, selenurs, tel·lururs; arsenurs, antimonurs, bismuturs; sulfarsenits, sulfantimonits, sulfbismutits, etc.); M per a Oxysulfosals i A per a Oxysulfosals d'àlcalis i alcalins de terres; el nombre 05 correspon a la posició del mineral dins del grup). En la classificació de Dana el mineral es troba al grup 2.13.3.1 (2 per a Sulfurs i 13 per a Oxysulfurs; 3 i 1 corresponen a la posició del mineral dins del grup).

## Característiques
La cetineïta és un sulfur de fórmula química (K,Na)₆Sb₁₂3+(Sb3+S₃)₂O18(OH)0.5·5,5H₂O. Cristal·litza en el sistema hexagonal. La seva duresa a l'escala de Mohs és 3,5.

## Formació i jaciments
S'ha descrit a Europa, i a l'Àsia. Es pot trobar en dipòsits d'antimoni, en evaporites altament silicificades, o que ha estat rostida, resistint molt de temps.